# 滇缅斑鸠菊
滇缅斑鸠菊（学名：Vernonia parishii）是菊科班鸠菊属的植物。分布于泰国、老挝、缅甸以及中国大陆的云南、东南等地，生长于海拔580米至1,680米的地区，见于山坡灌丛以及杂木林林缘，目前尚未由人工引种栽培。

## 别名
大发散、镇心丸、大红花远志（思茅） 野辣烟（文山）